# Завійська сільська рада
| Зав́ійська сільська́ ра́да — орган місцевого самоврядування у Калуському районі Івано-Франківської області з адміністративним центром у с. Завій. Сільрада утворена 1944 року. Населення сільради становить — 3 108 осіб. Площа становить — 45,23 км². Середня щільність населення — 68.72 особи/км². Водоймища на території, підпорядкованій даній раді: річка Луква, яка бере свій початок з хребта Карпатських гір тече в північно-східному напрямку через села Грабівка, Завій. Впадає в річку Дністер. Сільській раді підпорядковані населені пункти: - с. Завій - с. Грабівка |

## Склад ради
Рада складається з 24 депутатів та голови.

### Керівний склад ради
| ПІБ                     | Основні відомості                                                                         | Дата обрання | Дата звільнення |
| ----------------------- | ----------------------------------------------------------------------------------------- | ------------ | --------------- |
| Тимків Іван Миколайович | Сільський голова, 1957 року народження, освіта                                            | 26.03.2006   | 31.10.2010      |
| Романів Василь Іванович | Сільський голова, 1961 року народження, освіта, член Всеукраїнського об'єднання 'Свобода' | 31.10.2010   |                 |

Примітка: таблиця складена за даними джерела

## Господарська діяльність
Основним видом господарської діяльності населених пунктів сільської ради є сільськогосподарське виробництво. Воно складається з сільськогосподарського кооперативу «Стожари» і індивідуальних селянських (фермерських) господарств. Основним видом сільськогосподарської діяльності є вирощування картоплі і бобових, виробництво м’ясо-молочної продукції.
Тут успішно реалізується один з проєктів Міжнародної благодійної організації “Добробут громад” ("Хайфер Проджект Інтернешенл"). Організація працює з сільськими громадами для покращення добробуту родин, піклується про довкілля. Кооперативу «Стожари» було надано сортове насіння картоплі, мінеральні добрива та засоби захисту рослин